# Fornasari (Unternehmen)

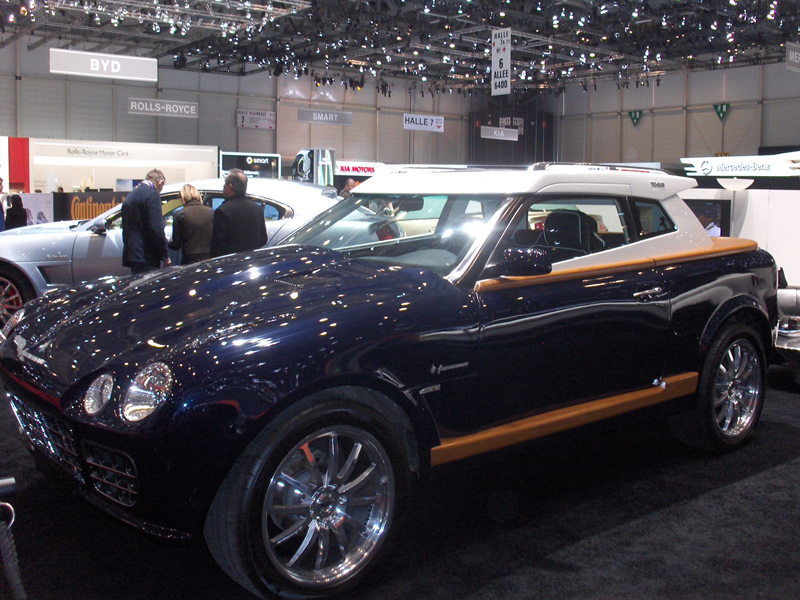
Fornasari RR600 Tender auf dem Genfer Auto-Salon 2010

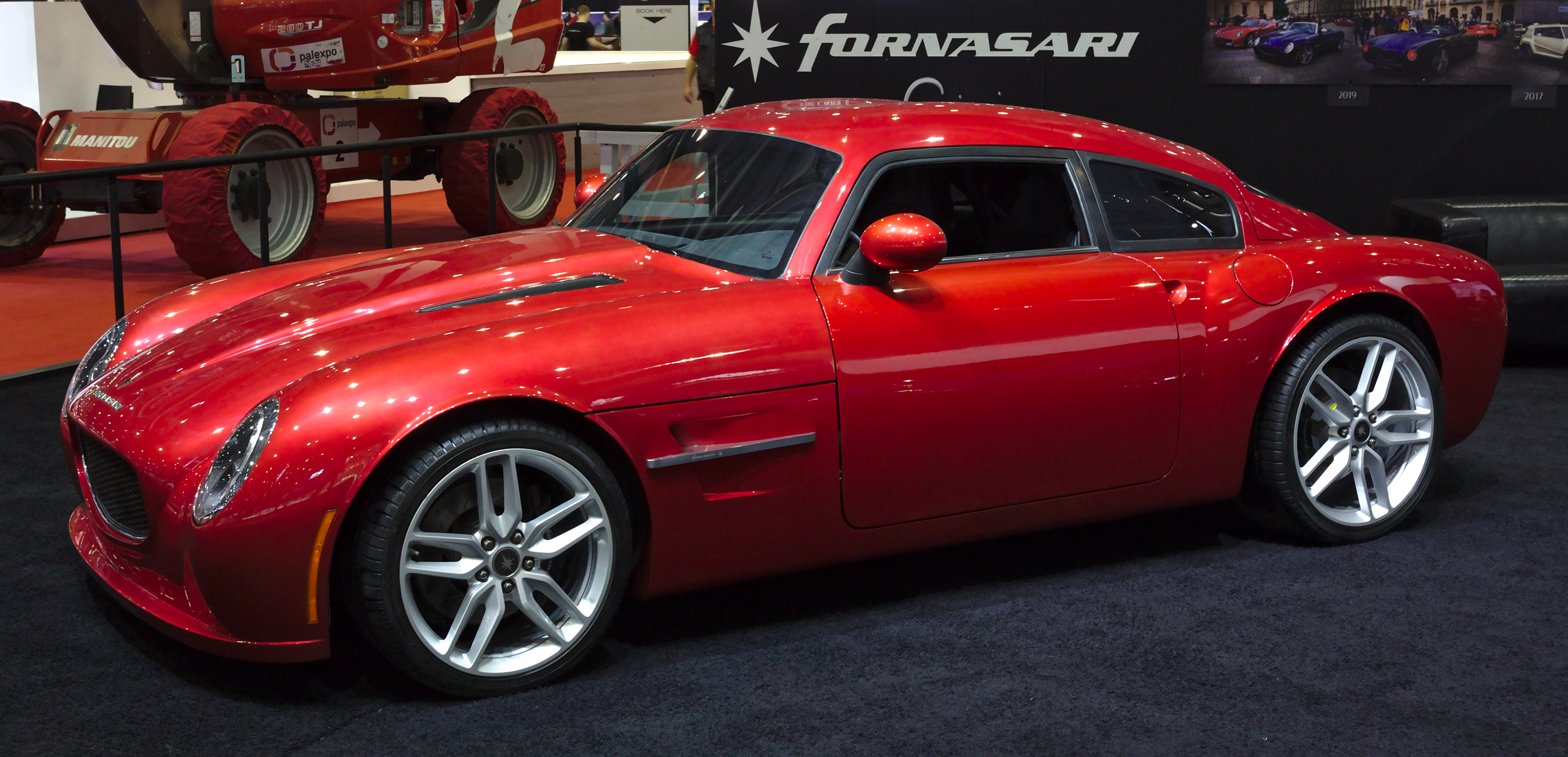
Fornasari Gigi 311 GT auf dem Genfer Auto-Salon 2019

Fornasari war ein italienischer Automobilhersteller mit Sitz in Montebello Vicentino. 

## Unternehmensgeschichte
Gigi Fornasari, Vater des Firmeninhabers, war in den 1950er Jahren ein erfahrener Autorennfahrer für Alfa Romeo und Maserati. Durch ihn lernte sein Sohn Giuseppe das technische Know-how. Anfang der 1990er Jahre ließ er Corvette aus den Vereinigten Staaten importieren, um diese für Rennen umzubauen. Hier sah Fornasari ein sich entwickelndes Geschäft. 1999 gründete Giuseppe Fornasari mit finanzieller Unterstützung einiger Freunde die Gesellschaft Fornasari.
Im Jahre 2015 ging die Firma in Konkurs.

## Modelle
- Fornasari RR450, ein SUV mit einem Chevrolet-Motor mit 331 kW (450 PS), max. Geschwindigkeit 280 km/h, 0–100 km/h in 4,5 s
- Fornasari RR600, ein SUV mit einem Chevrolet-Motor mit 441 kW (600 PS), max. Geschwindigkeit 280 km/h, 0–100 km/h in 4,2 s
- Fornasari RR650, ein SUV mit einem Chevrolet-Corvette-Motor mit 478 kW (650 PS), max. Geschwindigkeit 280 km/h, 0–100 km/h in 3,8 s
- Fornasari Le Mans, Coupé basierend auf einem Callaway Le Mans mit V8-Motor, 5,7 Liter und 331 kW, Geschwindigkeit 300 km/h